# Frans Wijffels
Franciscus Cornelis Marie (Frans) Wijffels (Stratum, 10 april 1899 - Delft, 22 maart 1968) was een Nederlands mijnbouwkundige en politicus.
Wijffels was een in Limburg woonachtig politicus uit een Noord-Brabantse familie met Zeeuws-Vlaamse wortels, die in het laatste oorlogskabinet (kabinet-Gerbrandy III) minister van Sociale Zaken was. Hij had in die functie ook bemoeienis met het mijnwezen. Na de oorlog werd hij voorzitter van de Mijnindustrieraad en Tweede- en Eerste Kamerlid. Ook in de Kamers hadden vooral mijnbouw-aangelegenheden zijn belangstelling.
Wijffels was geïnterneerd in het kamp Sint-Michielsgestel, van 19 mei 1943 tot 13 juli 1943. Hij was daar een van de "Heeren Zeventien".